# Johann Christopher Sartorius
Johann Christopher Sartorius, född omkring 1650 i Nürnberg, död 1739 eller senare i Prag, var en tysk kopparstickare, tecknare och förläggare.
Sartorius var elev till Michael Heinrich Rentz och var efter sin lärotid först verksam i Nürnberg men reste runt i till olika europeiska städer där han utförde uppdrag. Han vistades i Antverpen 1680 där han bland annat tecknade av arbetet på det nya torn som byggdes till S:t Paulskyrkan. Genom sin bekantskap med Nicolaes Millich kom han i kontakt med svenska uppdragsgivare och reste till Stockholm 1681. Året efter skrev han ett kontrakt med boktryckaren Henrik Keyser där han efter Matthäus Merian skulle gravera bilderna för en ny praktfull bibelutgåva. Arbetet försenades av och Keyser  och endast 14 plåtar stacks under åren 1682–1684 (i sin helhet utgavs kopparsticken först 1753–1760 av Lars Horn i Västerås under titeln Genesis eller Bibliska historier utur skapelseboken). 
Utöver dessa bibelbilder utförde Sartorius även illustrationer till Christophorus Berzelius Die Herrlichkeit des Christenthumes och försättsblad till Manuale Sueticum samt Andreas Jonae Luderhoffs Ett wälsignadt rijke och ett flertal fristående illustrationsteckningar. Sämjan mellan Keyser och Sartorius var inte den bästa och 1684 klagade Sartorius över den dåliga kost och kammare han försågs med samt att tryckaren för en ringa penning påbördade honom annat arbete vid sidan av bibelillustrationerna. Tvisten drogs inför regeringen och avgjordes till Sartorius förmån. Under processen framkom att Erik Dahlbergh anmodat Sartorius att medverka i Suecian vilket den bristande fritiden förhindrat. Han lämnade troligen Stockholm 1685 och var verksam i Nürnberg fram till 1690 innan han flyttade till Prag.
Sartorius finns representerad vid Nationalmuseum, Stockholm och Plantin Moretusmuseet i Antwerpen.